# Ligne de Messine à Syracuse
La ligne de chemin de fer Messine – Syracuse est l'une des lignes ferroviaires les plus anciennes et les plus importantes de Sicile. Elle fut construite de 1866 à 1871 par la Società Vittorio Emanuele.

## Histoire
| Date d'ouverture | Tronçon                       |
| ---------------- | ----------------------------- |
| 12 décembre 1866 | Messine - Giardini - Taormine |
| 3 janvier 1867   | Giardini-Taormine - Catane    |
| 1er juillet 1869 | Catane - Lentini              |
| 19 janvier 1871  | Lentini - Syracuse            |

La ligne de chemin de fer entre Messine et Syracuse a été mise en service en plusieurs étapes. Le trafic entre la ville portuaire de Messine et l'actuelle ville touristique Taormine a été ouvert dès le 12 décembre 1866, avec la gare située entre les deux villes de Taormine et Giardini-Naxos. Le second tronçon vers la ville de Catane suivit le 3 janvier 1867. Cependant, la prolongation de la ligne vers Syracuse fut quelque peu retardée : la gare de Lentini n'est atteinte que deux ans et demi plus tard (1er juillet 1869) et ce n'est que le 19 janvier 1871 que le trafic ferroviaire est ouvert sur l'ensemble du parcours. Après la Seconde Guerre mondiale, la ligne fut électrifiée, et dans certains cas, doublée ou déviée du tracé habituel.
En plus des trains régionaux, dont certains sont tractés par des locomotives fonctionnant comme des autorails en trois parties, des trains de nuit partent également à Syracuse vers le nord de l'Italie jusqu'à Milan ou Venise. Il faut compter environ plus de vingt heures de trajet et un transfert des trains par ferry entre Messine et Villa San Giovanni.

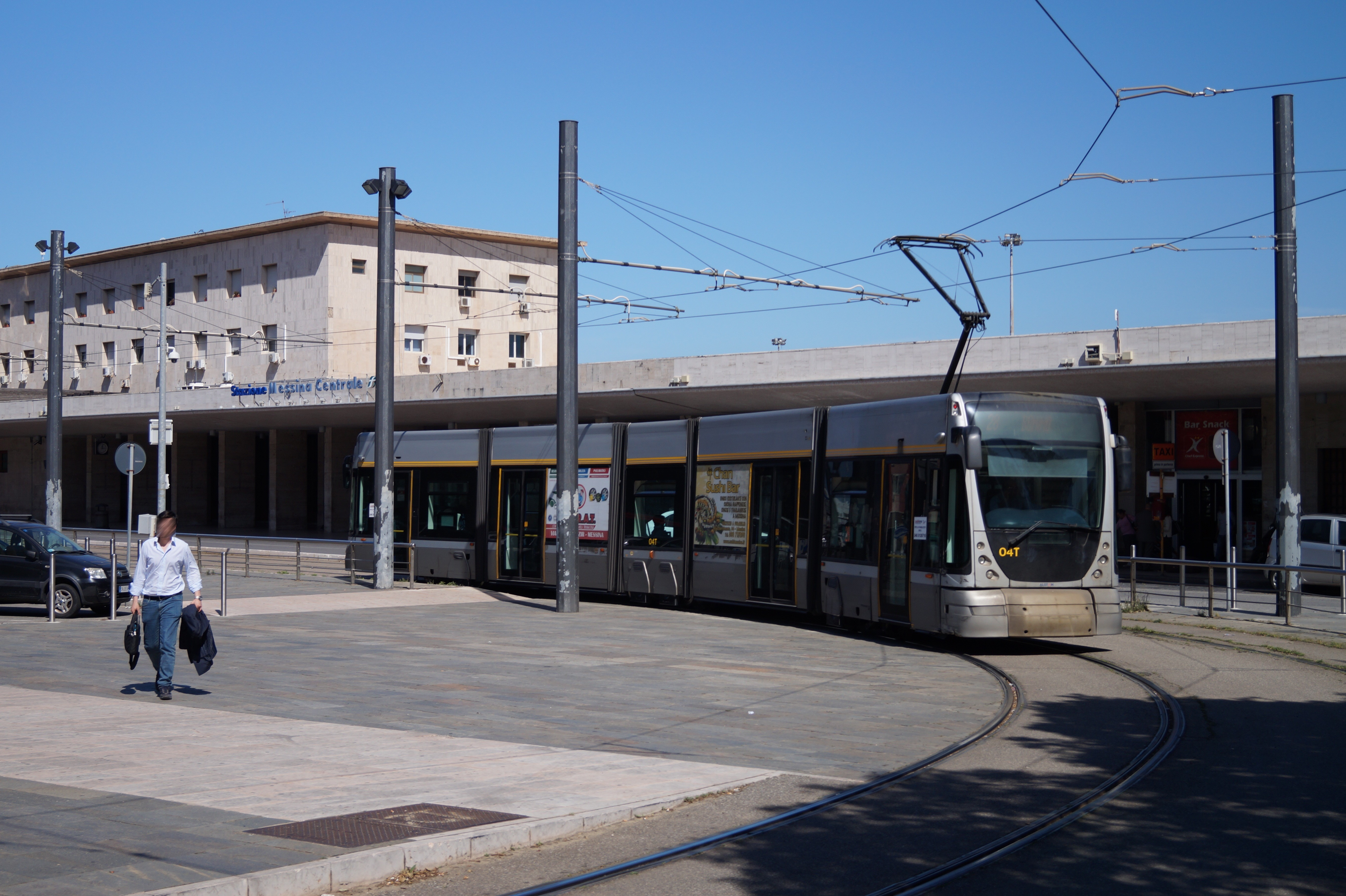
La gare principale de Messine.

Entre Messina Centrale et Giampilieri, un service supplémentaire de type train express sous le nom de Metroferrovia di Messina a été mis en place à titre expérimental en 2009. L'offre fut temporairement interrompue dans les années suivantes en raison de problèmes financiers, parfois exploitée à une échelle réduite. En particulier, le manque d'intégration tarifaire avec les transports publics du centre-ville fit que la demande correspondante ne se matérialisa pas. En mars 2019, seules sept paires de trains circulaient en succession irrégulière.

## Galerie de photos

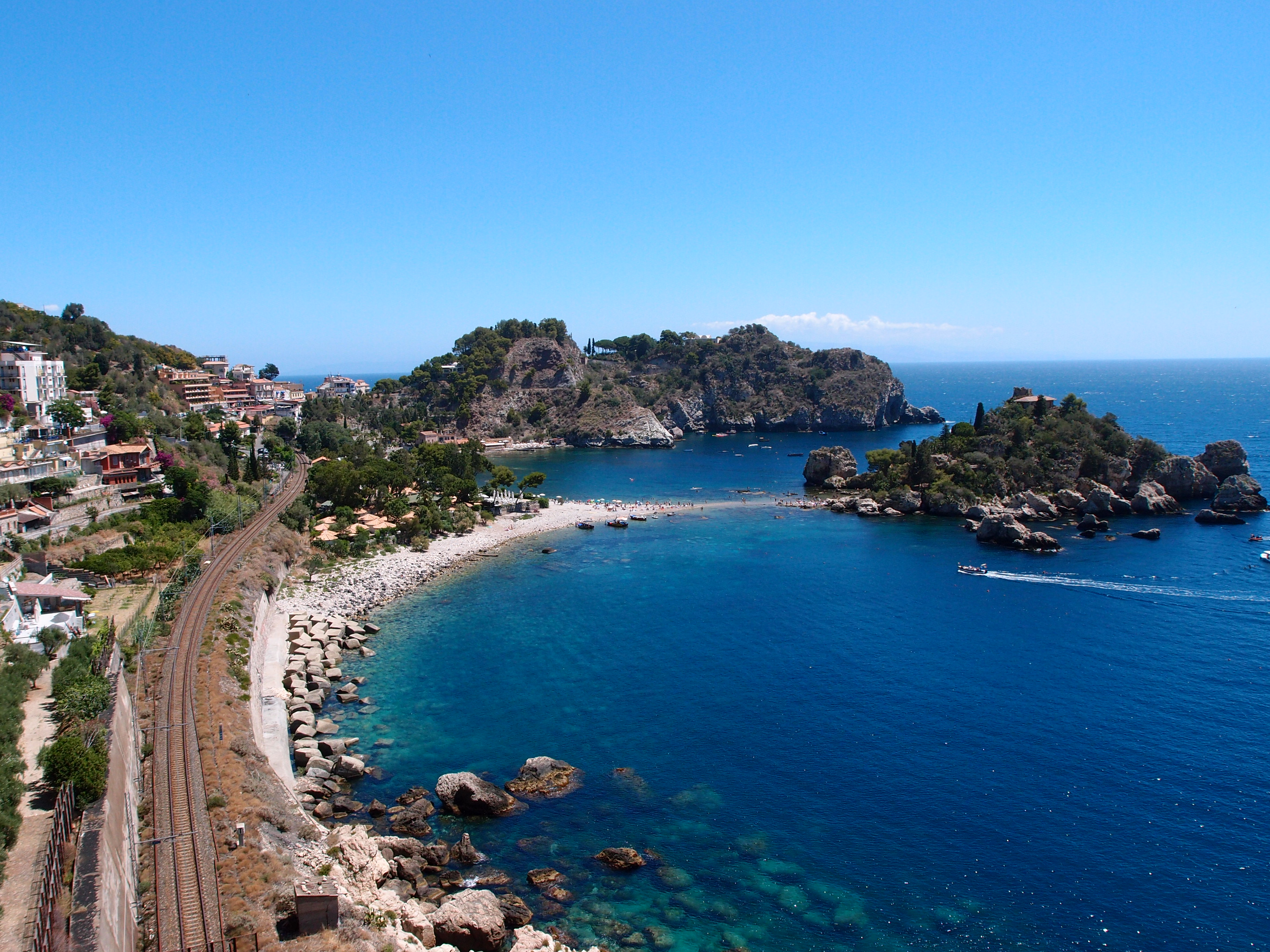
Itinéraire de la ligne de chemin de fer à Isola Bella à Taormine.
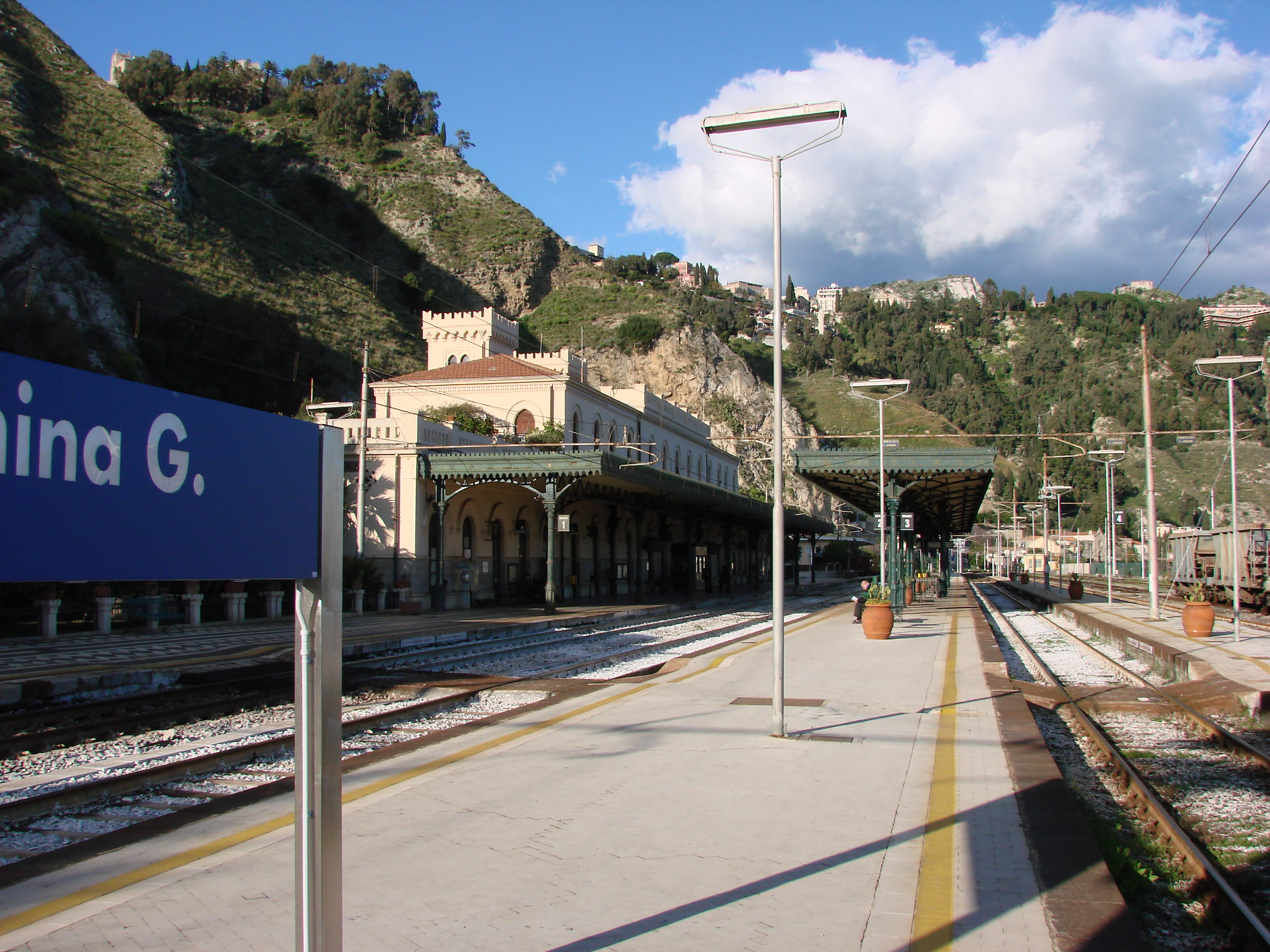
Gare de Taormine-Giardini-Naxos.
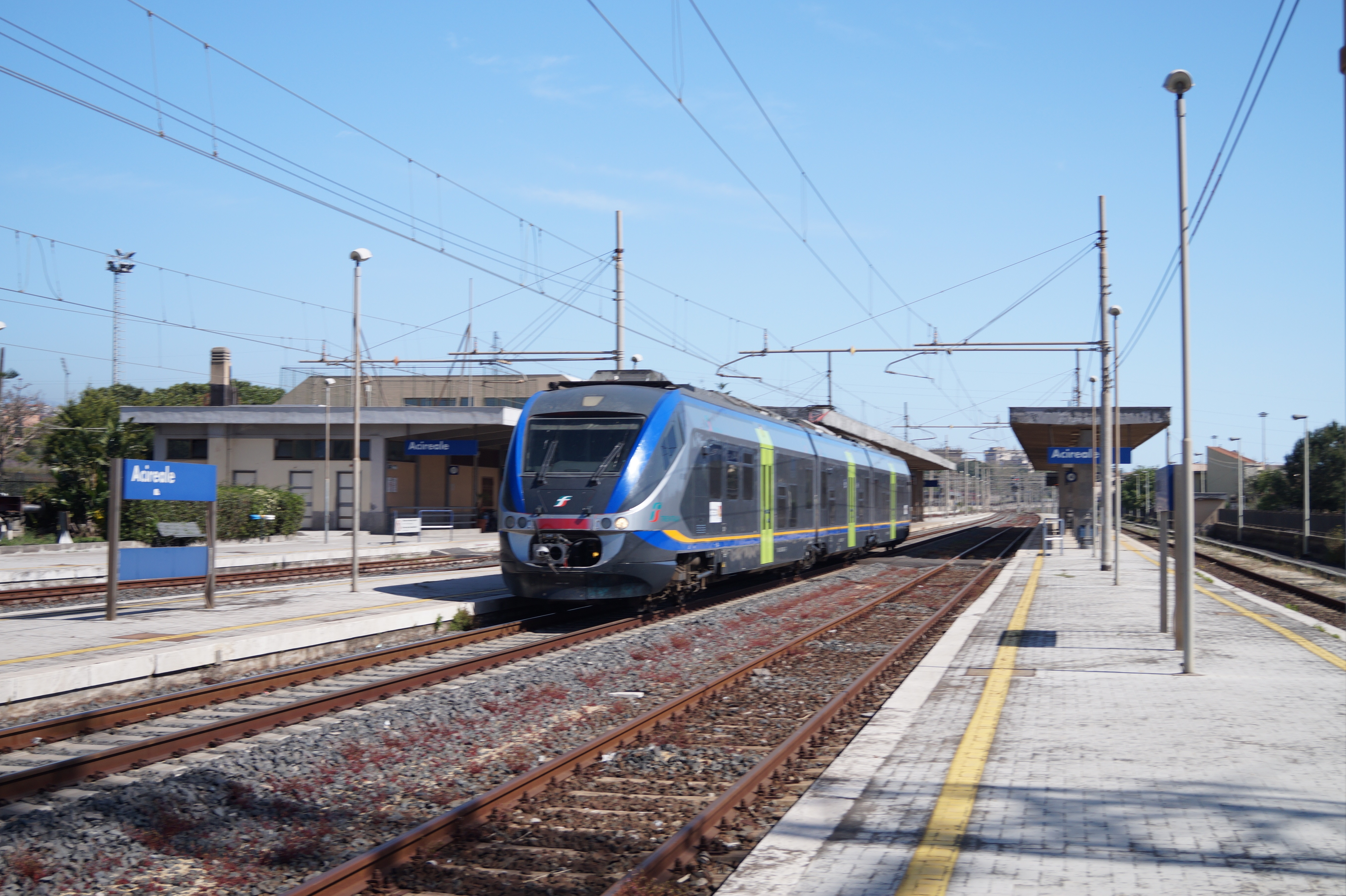
Gare d'Acireale.
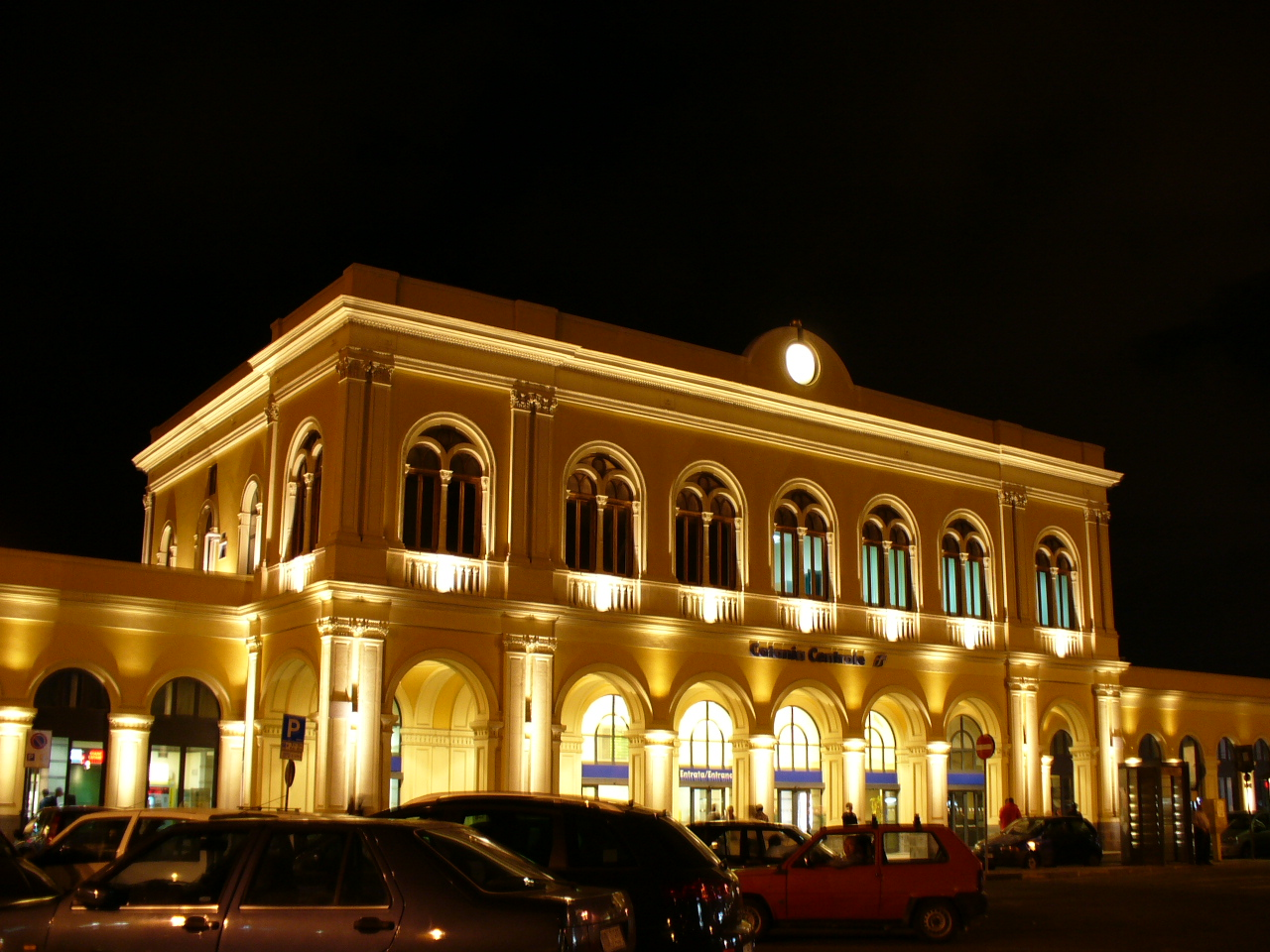
Gare centrale de Catane.
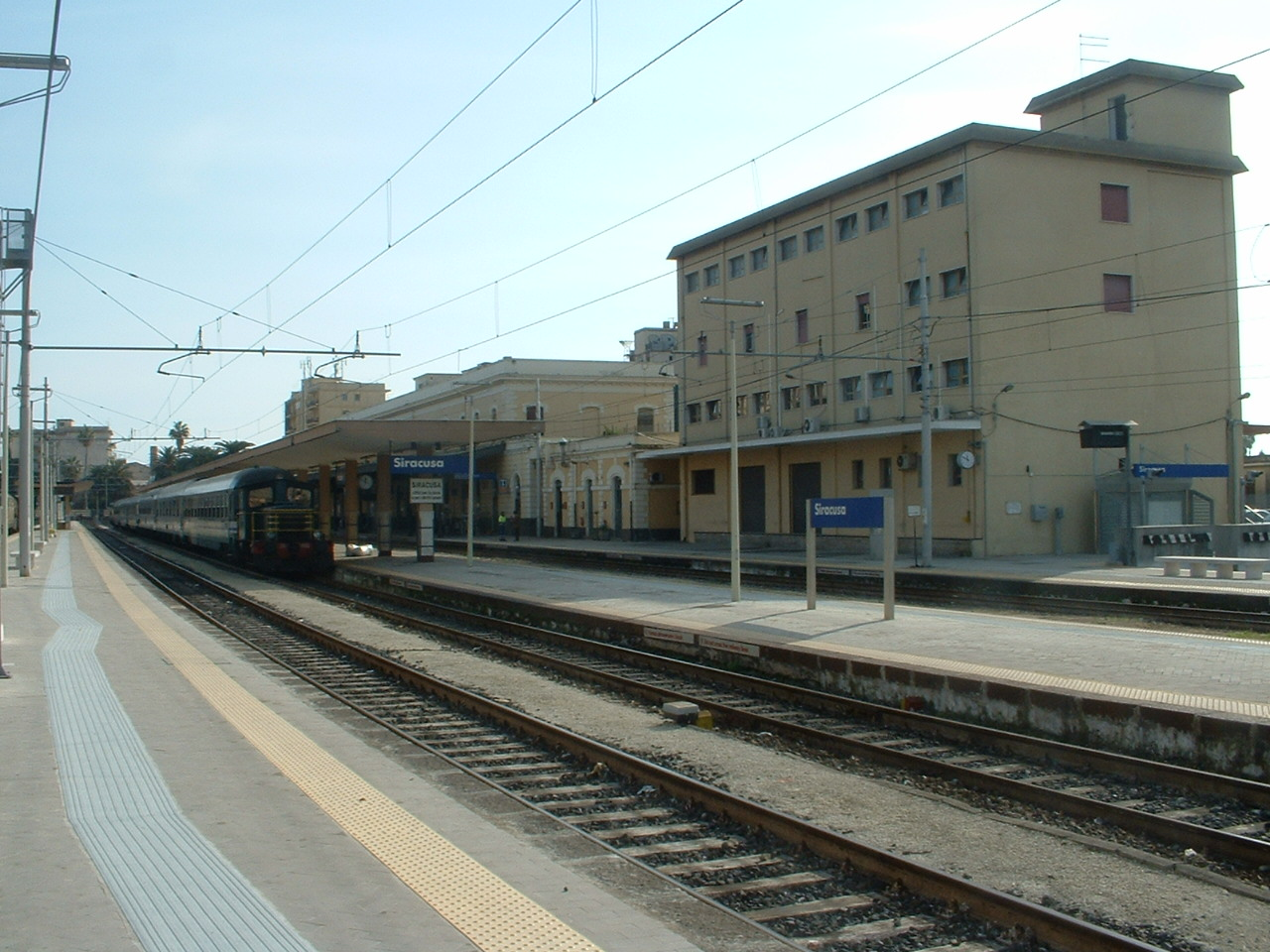
Le terminus sud de Syracuse.